# スザンナ・ホール
スザンナ・ホール（英語: Susanna Hall、旧姓シェイクスピア、1583年5月26日（洗礼日） - 1649年7月11日）はウィリアム・シェイクスピアとアン・ハサウェイの長女で、ジュディス・クワイニーとハムネット・シェイクスピアの姉であった。スザンナは1607年に地元の医師であるジョン・ホールと結婚し、翌1608年には娘のエリザベスが生まれた。エリザベスは1626年4月22日に、ストラトフォード＝アポン＝エイヴォンのホーリー・トリニティ教会でアンソニー・ナッシュの息子のトマス・ナッシュと結婚した。

## 生涯

### 誕生と若年期
スザンナは三位一体の主日（教会の祝日）に、ストラトフォード＝アポン＝エイヴォンのホーリー・トリニティ教会で洗礼を受けた。1583年5月26日のことであった。
シェイクスピアと妻のアンが結婚したときには既にアンはスザンナを妊娠していた。「スザンナ」という名前はダニエル書のスザンナと長老たちの話に由来しており、「潔白や清らかさ」を意味し、それはピューリタン的な価値観に訴えるものであった。ストラトフォードの教区に初めてスザンナという名前が登録されたのは1574年であり、スザンナという名前はまだかなり風変りではあったが、その年の春に生まれた他の二人の子どもにもその名が付けられた。伝記作家のピーター・アクロイドによると、それは「危険なほど結婚の悪い側面に近しくして」生まれた子供にとっての美徳を主張していたのかもしれない。
スザンナはストラトフォード・アポン・エイヴォンで、年下のきょうだいである双子のハムネットとジュディスと一緒に育った。当時のストラトフォードの学校の記録は存在せず、また、キング・エドワード6世・スクールは男子校であったため、スザンナが受けていたであろうあらゆる教育は個人教授を通して彼女の家族から受けていたようである。現存する二つのサインから、スザンナが彼女自身の名前を書くことができたということがわかる。

### ジョン・ホールとの結婚

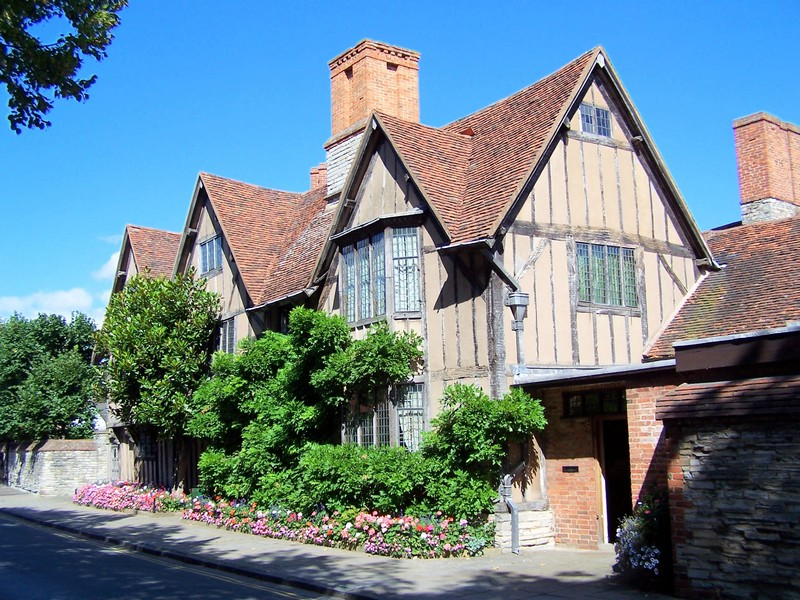
ジョンとスザンナは1616年までストラトフォードのホールズ・クロフトに住んでいた。

1607年6月5日、スザンナは地域で尊敬されている医師であるジョン・ホールとホーリー・トリニティ教会で結婚した。当時スザンナは24歳、ジョンはおおよそ32歳であった。
シェイクスピアは、1602年に買ったオールド・ストラトフォードの土地のうち105エーカーもの土地を、おそらく終身権益は残して持参金としてスザンナに与えたということがいくつかのわずかな証拠から明らかになっている。ジョン・ホールの患者の事例研究Select Observationが、彼が死んだ22年後の1657年に刊行された。地元で最も早い症例は1611年に記録されたもので、これによってジョンは少なくとも結婚生活はストラトフォードで暮らし、仕事をしていたことがほぼ確実になっている。
1608年2月21日に彼らの一人娘であるエリザベスは、ホーリー・トリニティ教会で洗礼を受けた。2人の間に他に子供はなく、ジュディスの子供はシェイクスピアが死んだ後で生まれたため、エリザベスはシェイクスピアが知っている唯一の孫となった。

### 名誉棄損訴訟
1613年6月、ジョン・レイン・ジュニア（23歳）は、スザンナがレイフ・スミス（35歳）という服飾小間物商人と不倫をしたとしてスザンナを非難した。そして、スミスから性病をうつされていると主張した。地元で主導的なピューリタンであったホールは、レインに対してピューリタンの教区牧師のトマス・ウィルソンを支持した。レインは後にウィルソンに反対する暴動に参加しており、スザンナに対するレインの中傷は政治的な動機によるものであった可能性がある。
7月15日、ホール夫妻はウスターの主教管区裁判所で、レインに対して名誉棄損訴訟を起こした。ロバート・ホワットコットは3年後にシェイクスピアの遺言の証人になった人物であり、ホール夫妻の側にたって証言をしたが、レインは現れなかった。レインは名誉棄損罪で有罪となり、破門された。
1619年にレインは教区牧師と地元の参事会員を非難して再び名誉棄損で訴えられた。 彼は法廷で、しつこい酔っ払いと呼ばれた。

### 相続
シェイクスピアが1616年4月23日に死んだときに、彼は入念な限嗣相続のなかで財産の大部分をスザンナと彼女の男性相続人に与えた。シェイクスピアの主要家屋、ニュー・プレイス、ヘンリー・ストリートにある彼の二つの家、ストラトフォード周辺の様々な土地、葬儀費用や負債などを支払った後に残る様々な物品類がスザンナとその夫に遺贈された。スザンナが亡くなった場合はその息子に財産が渡るようになっている。息子が生まれなかったり息子が死んでしまったりした場合、財産はスザンナの娘のエリザベス・ホールと彼女の男性相続人、ジュディスと彼女の男性相続人、または生きている法律上の相続人である人のもとへいく。シェイクスピアはホール夫妻を遺言執行人として選び、ジョン・ホールは1616年6月22日に遺言を検認した。

### 死と埋葬
スザンナは66歳で亡くなり、ストラトフォードのホーリー・トリニティ教会の彼女の両親の隣に埋葬された。

## 親族
スザンナの唯一の子女エリザベスはトマス・ナッシュと死別した後、ジョン・バーナード（1604年 - 1674年）と再婚したが子供を儲けていない。トマスとの間にも子女は無い。よって、ジョン・スザンナ夫妻の血筋は途絶えている。加えて、スザンナの妹ジュディス（1585年 - 1662年）が夫トマス・クワイニーとの間に儲けた男子3人（シェイクスピア、リチャード、トマス）はいずれも未婚で子女を儲けることなく20歳までに早世した為、スザンナの父シェイクスピア、母アンの血筋もエリザベスの死去によって断絶している。なお、スザンナの弟でジュディスの双子の兄であるハムネットは1596年に11歳で夭折している。このハムネットに関して研究者の間では、シェイクスピアの戯曲ハムレットとの関連を指摘する者もいる。

## ウィリアム・ダヴェナントとその家族との関係
スザンナの父シェイクスピアが名付け親になった人物に17世紀の詩人、劇作家で『マクベス』の改作などを執筆したウィリアム・ダヴェナント（1606年 - 1668年。62歳没）がいる。ダヴェナントの父親はクラウン亭という宿屋を経営していて、シェイクスピアはロンドンとストラトフォードを往復する途中でよく立ち寄っていた。その為、ダヴェナントはシェイクスピアの私生児（庶子、隠し子）だという噂が広まった。これが事実であれば、ダヴェナントはスザンナの23歳違いの異母弟（庶弟）にあたる。また、ダヴェナントにはメアリー、チャールズ（1656年 - 1714年）、ウィリアム（1657年 - 1681年）の2男1女がいる（スザンナとダヴェナントの異母姉弟関係を肯定するならば、血縁上、メアリーはスザンナの姪、チャールズとウィリアムはスザンナの甥である）。チャールズにはフランセスという妻がいたが子供は確認されていない。また、ウィリアムも23〜24年の生涯で妻帯し子女を儲けたとする記録も無い。メアリーは夫トマス・スウィフトとの間に息子トマス・スウィフト（1666年 - 1752年）を儲けており、シェイクスピアの血筋は少なくとも18世紀の半ばまで存続したことになる。

## フィクションへの登場
2016年の連続ホームコメディーUpstart Crowでヘレン・モンクスによってスザンナが演じられた。

## 参考
1. ↑  Schoenbaum, S. William Shakespeare: A Compact Documentary Life. Oxford: Clarendon Press, 1987, p. 93.
2. ↑  Ackroyd, Peter.　Shakespeare: The Biography. New York: Anchor, 2005, pp. 93-4.
3. ↑  Ackroyd, 93-4
4. ↑  Schoenbaum, 93.
5. ↑  Ackroyd, 98.
6. ↑  Schoenbaum, 286.
7. ↑  Honan, Park. Shakespeare: A Life. Oxford UP: Oxford, 1998, pp. 291-2.
8. ↑  Honan 384-5.
9. ↑  Kate Emery Pogue, Shakespeare's family, Greenwood Publishing, 2008, pp.72-3.
10. ↑  Schoenbaum 304-5.
11. ↑  Schoenbaum 306; Honan 398.